# 莫雷縣 (明尼蘇達州)
莫雷縣（英語：Murray County）是美国明尼蘇達州西南部的一個縣，面積1,864平方公里。根據2020年美國人口普查，共有人口9,165。縣治斯雷頓（Slayton）。該縣成立於1832年，縣名紀念曾任州議員的威廉·皮特·莫雷。